# カノムブアンユアン
カノムブアンユアン（タイ語: ขนมเบื้องญวน ）はタイ料理の一種。ベトナム料理たるバインセオに由来する料理で、タイ人の味覚に合うよう改変されている。

## 概要
カノムブアンユアンは、塩味がすることを除けば、カノムブアンに似た伝統的なタイの菓子である。カノムブアンユアンの「ユアン」はベトナムを意味し、この料理がベトナム料理のバインセオを起源にもつことを示している。
カノムブアンユアンは露店で売られている他、タイ料理やタイ宮廷料理を提供する多くのバンコクのレストランで食べることができる。